# Alberto Gallego
Alberto Galego Ruiz (Don Benito, Badajoz, 25 de novembro de 1990) é um ciclista de rota espanhol, membro da equipa Rádio Popular-Boavista de categoria Continental.
A 26 de janeiro de 2016 informou-se que deu positivo por estanozolol num controle realizado a 3 de janeiro de 2016 fora de competição. Alberto, que justo tinha sido contratado pelo conjunto Caja Rural-Seguros RGA, foi suspenso.
A 19 de outubro de 2016 deu-se a conhecer a sanção imposta pela UCI: três anos e nove meses a qual começou a contar desde 3 de janeiro de 2016, dia no que lhe foi realizado o controle. A penalização imposta finalizaria a 25 de outubro de 2019.
Uma vez cumprida a sanção, regressou ao profissionalismo no ano 2020 militando pela Rádio Popular-Boavista.

## Palmarés
Prova de Abertura Região de Aveiro 2020 - Vagos